# Lotario I
Lotario I (en neerlandés y latín medieval: Lotharius, alemán: Lothar, francés: Lothaire, italiano: Lotario) (795-29 de septiembre del 855) fue el emperador de Occidente (817-855, cogobernante con su padre hasta 840), y gobernador de Baviera (815-817), rey de Italia (818-855) y la Francia Media (840-855).
Lotario fue el hijo mayor del emperador Ludovico Pío, también conocido en español como «Luis el Piadoso» y su esposa Ermengarda de Hesbaye, hija de Ingerman de Hesbaye, el duque de Hesbaye. En varias ocasiones, Lotario lideró a sus hermanos Pipino I de Aquitania y Luis el Germánico en rebeldía contra su padre para protestar contra los intentos de hacer a su medio hermano Carlos el Calvo coheredero de los dominios francos. A la muerte de su padre, Carlos y Luis unieron fuerzas contra Lotario en una guerra civil que duró tres años (840-843). Las luchas entre los hermanos llevaron directamente a la ruptura del Imperio romano occidental reunido por su abuelo Carlomagno y establecieron el fundamento del desarrollo de lo que son las modernas Francia y Alemania.

## Primeros años

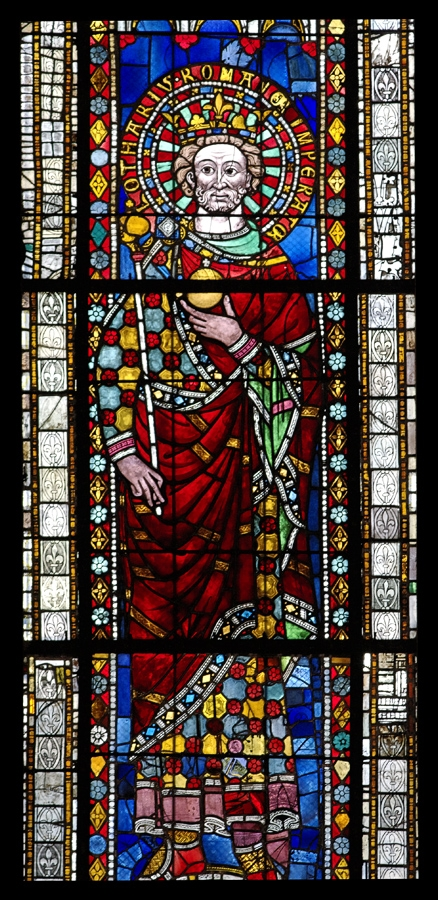
Representación en una vidriera del de Lotario, catedral de Estrasburgo.

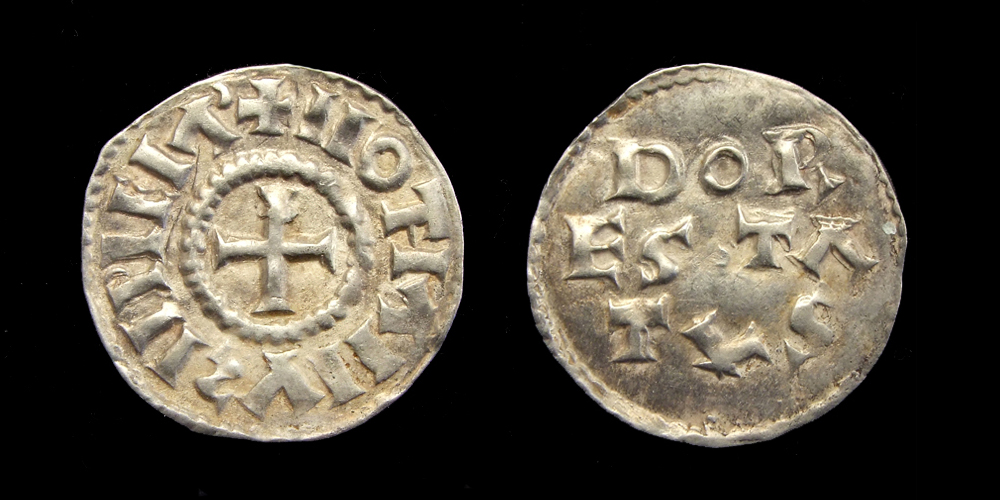
Denario carolingio de Lotario I, acuñado en Dorestad (Francia Media) después de 850.

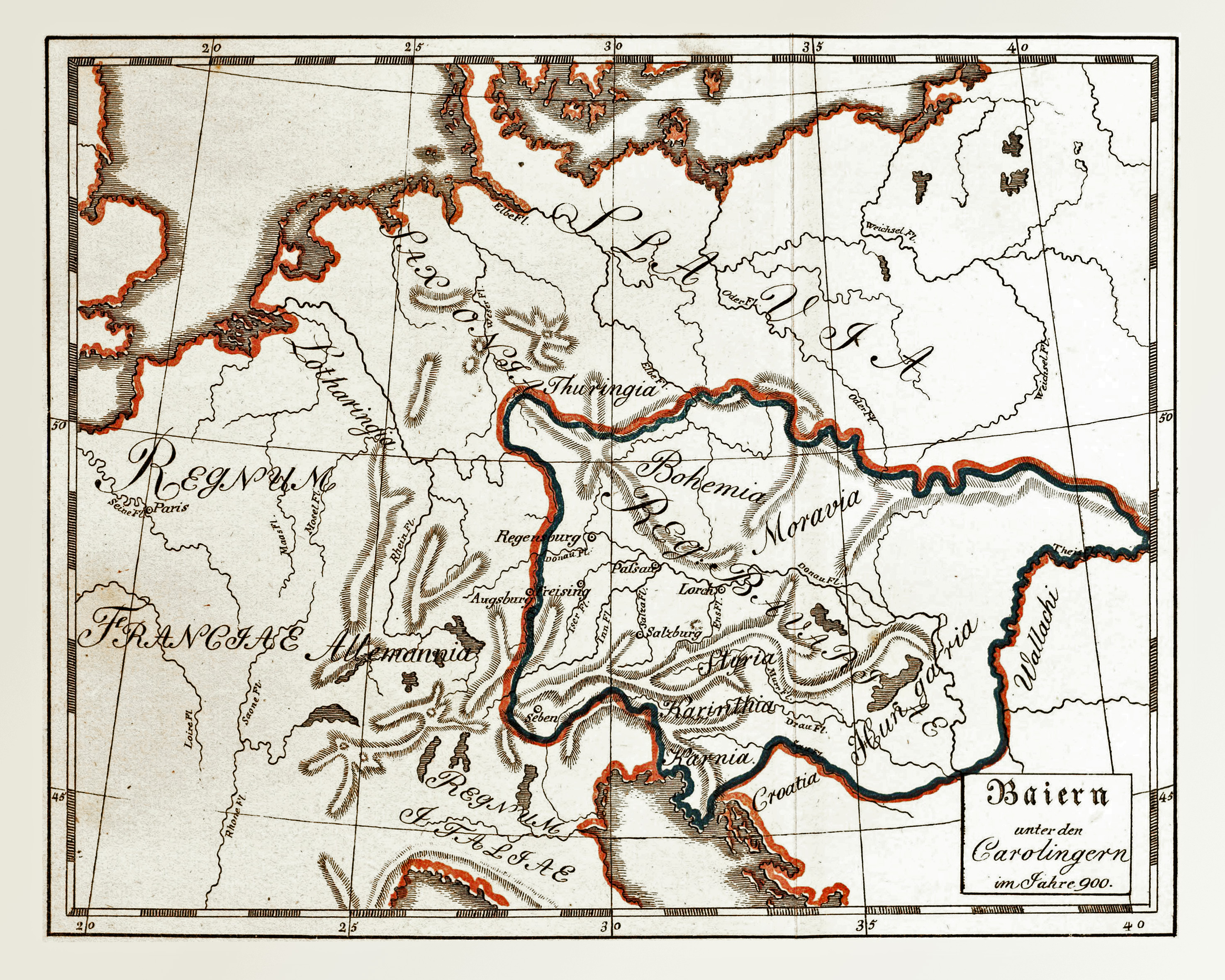
Reino de Baviera.

Lotario nació en 795, hijo de Ludovico Pío y Ermengarda de Hesbaye. Su padre era el hijo del emperador reinante, Carlomagno. Se sabe poco de los primeros años de Lotario, que pasó probablemente en la corte de su abuelo Carlomagno. En 814, murió el anciano Carlomagno, y dejó a su hijo Ludovico Pío su vasto imperio. Al año siguiente, Lotario, ahora un adulto, fue enviado a gobernar Baviera en 815 por su padre y ahora nuevo emperador, Ludovico Pío. En 817, Ludovico Pío redactó su Ordinatio Imperii. En ella, Ludovico designó a Lotario como su heredero principal y ordenó que Lotario fuese el señor de los hijos menores de Ludovico, Pipino de Aquitania (que tenía 20 años) y Luis el Germánico (que tenía 13), así como su sobrino (primo de Lotario) Bernardo de Italia. Lotario también heredaría sus tierras si murieran sin hijos. Lotario, de 22 años de edad, fue entonces coronado emperador conjunto por su padre en Aquisgrán. Al mismo tiempo, Aquitania y Baviera fueron entregadas a sus hermanos Pipino y Luis, respectivamente, como reinos subsidiarios. Después de la muerte de Bernardo por Ludovico Pío, Lotario recibió también el Reino de Italia.[cita requerida] En 821, Lotario se casó con Ermengarda (m. 851), hija de Hugo el conde de Tours.

## Coemperador

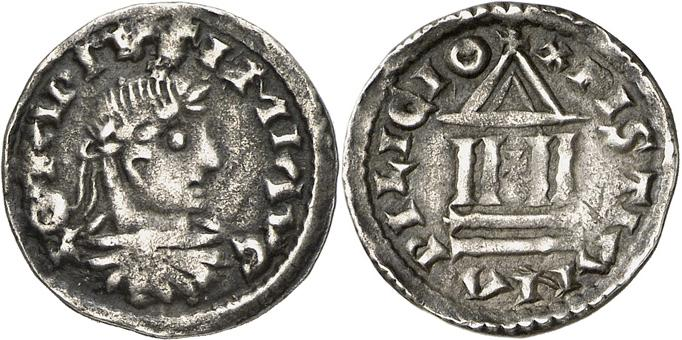
Dinero (moneda) de Lothaire I, acuñado en 833.

En el 822, asumió el gobierno de Italia, y durante la Pascua, el 5 de abril del 823, fue coronado emperador de nuevo por el papa Pascual I, esta vez en Roma.
En el 823, su hermanastro Carlo, hijo de Luis el Piadoso y de su segunda esposa (casada en 819, tras cerca de un año de viudez), Judith de los Welf (Güelfos), creando considerables problemas en la sucesión a Luis tal y como había sido planeada en la Ordinatio Imperii de 817. El emperador intentó asignar también territorios a su hijo recién nacido, pero como la ordinatio no preveía tal caso, se encontró con la considerable resistencia de sus hijos Lotario (emperador y rey de Italia), Pipino (rey de Aquitania) y Ludovico (rey de Baviera), por lo que parecía que las decisiones de 817 seguían su curso.
En el 824, tras la muerte del papa Pascual, Lotario regresó a Roma para reunirse con el nuevo papa, Eugenio II, y en noviembre de ese mismo año promulgó un estatuto sobre las relaciones entre el papa y el emperador, conocido como la Constitutio romana, que reservaba el poder supremo al poder secular, y posteriormente promulgó varias ordenanzas para fomentar el gobierno eficiente de Italia.
En el 825 el emperador promulgó en el palacio real de Corteolona el capitolare Olonense, por el que se reorganizaban territorialmente las escuelas del Reino de Italia y, por primera vez en Occidente, la escuela fue organizada por la autoridad estatal, ya que las escuelas eclesiásticas, debido al abandono y desinterés de algunos obispos, atravesaban una fase de decadencia.
Pero en 829, en la Dieta de Worms, Luis concedió a Carlos, con el título de Duque, parte de Alemannia (o Suabia), Alsacia, Rhaetia y parte de Borgoña, todos territorios arrebatados a Lothair. Éste, a pesar de ser padrino de Carlos, se resintió y su padre, para apartarlo de la corte, lo envió a Italia, prohibiéndole hacer uso del título imperial.
Al regreso de Lotario a la corte de su padre, su madrastra Judit ganó su consentimiento a su plan para asegurar un reino para su hijo Carlos, un plan que se llevó a cabo en 829, cuando el joven príncipe recibió Alemania como rey. Lotario, sin embargo, pronto cambió su actitud y pasó la década posterior en constante lucha sobre la división del Imperio con su padre. Fue alternativamente capitán del imperio, y desterrado y confinado a Italia, al mismo tiempo tomando las armas en alianza con sus hermanos y en otro combatiendo contra ellos, mientras que las fronteras del reino a él adjudicado fueron a su vez extendidos y reducidos.
En agosto de 829, para sustituir a Lotario en la custodia de su hermano Carlos, Bernardo de Septimania 
, conde de Barcelona, a quien se le había concedido el título de chambelán y había recibido el feudo de la Marca Hispánica. 
Según el cronista Tegano, los numerosos enemigos (incluidos numerosos colaboradores del coemperador Lotario) no tardaron en difundir el rumor de que Bernardo se había convertido en el amante de la emperatriz, Judit de Baviera, y además Pipino I de Aquitania también había sido convencido por Wala de que Bernardo quería quitarle el reino. 
Luego, en 830, mientras, según los Annales Bertiniani, Bernardo y el emperador, habiendo abandonado Aquisgrán, avanzaban hacia Bretaña  para una expedición contra los bretones que se resistían a reconocer la autoridad del emperador, para reunirse en París con el resto del ejército, según la Vita Hludowici Imperatoris, Pippin I de Aquitania, en parte para vengar el insulto hecho a su padre, reunió un ejército de guasconios y neustrinos, se reunió con su hermano, Luis el Alemán, y partió hacia París para socavar al emperador, Luis el Piadoso, para castigar a su madrastra y matar a Bernardo quien, sintiéndose seriamente amenazado, se vio obligado a huir y regresar a sus dominios, en Barcelona y en Septimania. Su padre Luis el Piadoso, que había suspendido la campaña de Bretaña, se dio cuenta de su inferioridad y se entregó a ellos en Compiègne, Judit fue encerrada en un monasterio en Poitiers y sus hermanos, Conrado y Rudolfo de Sens, quienes desde que Bernardo era chambelán, habían hecho una rápida carrera en la corte, también fueron tonsurados y encerrados en un monasterio en Aquitania. Sólo entonces Lotario I, procedente de Italia, se reunió con sus hermanos, asumiendo el título de emperador adjunto.
La rebelión, sin embargo, fracasó debido a desacuerdos entre los tres hermanos (Pino I y Luis el Alemán prefirieron ser súbditos) y, en febrero de 831, en la dieta de Aquisgrán, Luis el Piadoso recuperó el trono imperial.
En 833 Lotario I y sus hermanos, Pipino I y Luis II el Alemán, se rebelaron de nuevo y reunieron sus ejércitos en la llanura de Rothfeld, cerca de Colmar, donde se les unieron Luis el Piadoso y sus seguidores, con la intención de trato. A ellos se unió el Papa Gregorio IV, con la intención de actuar como pacificador; el resultado fue que Luis el Piadoso fue abandonado por todos sus seguidores y tuvo que entregarse a sus hijos Luego, con la ayuda del arzobispo de Reims, Ebbone, depusieron a su padre, encerrado en el monasterio de San Medardo en Soissons y, el 30 de junio, proclamaron a Lotario. como único emperador, dividiendo el reino en tres partes.
Sin embargo, inmediatamente surgieron desacuerdos entre los hermanos: Pipino y Luis el Alemán regresaron con su padre y el 1 de marzo, 834 Ludovico Pío fue reinstalado en el trono imperial.
Lotario, según Thegano, continuó su rebelión, pero antes de cumplir el año fue capturado: luego se postró ante su padre, quien lo perdonó, dejándole el título de rey de Italia, y le permitió regresar a Italia, con la obligación de proteger la Santa Sede. El 28 de febrero de 835, en Metz, Luis el Piadoso fue coronado nuevamente emperador.
En 837 Luis el Piadoso, en una dieta en Aquisgrán, amplió, en detrimento de Pipino I y Luis el Germánico, los territorios que serían asignados al joven Carlos cuando cumpliera la mayoría de edad en septiembre, asignándole un territorio entre el Loira y el Sena, y comenzando un acercamiento con Lotario que luego los llevó al encuentro de Worms en 838.
Desde que Pipino I había muerto (13 de diciembre de 838) en Worms, en 839, Luis el Piadoso, además de haber desheredado al hijo de Pipino I, Pipino II (que ya no fue mencionado ni siquiera en las dos particiones posteriores del imperio), asignó Baviera a su hijo Ludovico, por lo que a su muerte el imperio habría quedado prácticamente dividido en dos partes, discurriendo la línea de demarcación, de norte a sur, a lo largo del Mosa, hasta el Mosela, hasta Toul, cruzando luego Borgoña y el Lago Lemán, llegó a los Alpes, que siguió hasta el Mar Mediterráneo. Lotario I, que además del título de emperador tenía derecho de preferencia, eligió la parte oriental y Carlos el Calvo la occidental.

## Rompiendo el reino
La primera rebelión empezó en 830. Los tres hermanos combatieron contra su padre, a quien depusieron. En 831, su padre fue reinstalado y privó a Lotario de su título imperial y entregó Italia a Carlos. La segunda rebelión fue instigada por Angilberto II, arzobispo de Milán, en 833, y de nuevo Ludovico Pío fue depuesto en 834. Lotario, gracias a la lealtad de los lombardos y posteriores reconciliaciones, conservó Italia y la posición imperial durante las demás las divisiones del Imperio por su padre.[cita requerida]

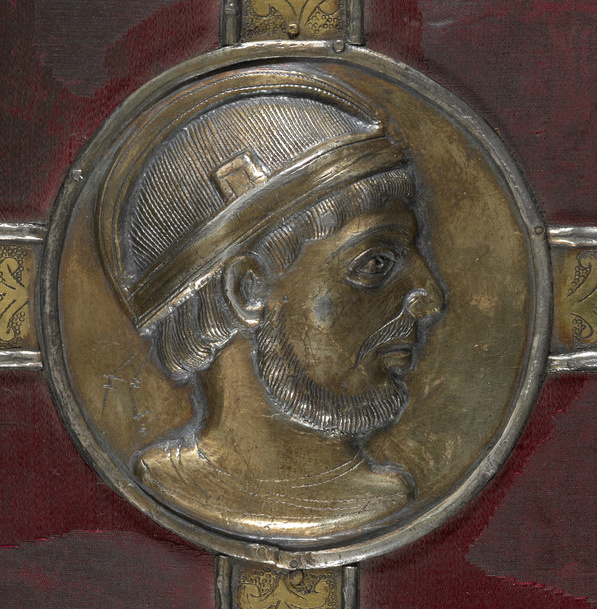
Retrato de medallón que se presume que es Lotario, de la encuadernación del Salterio de Lotario en la British Library.

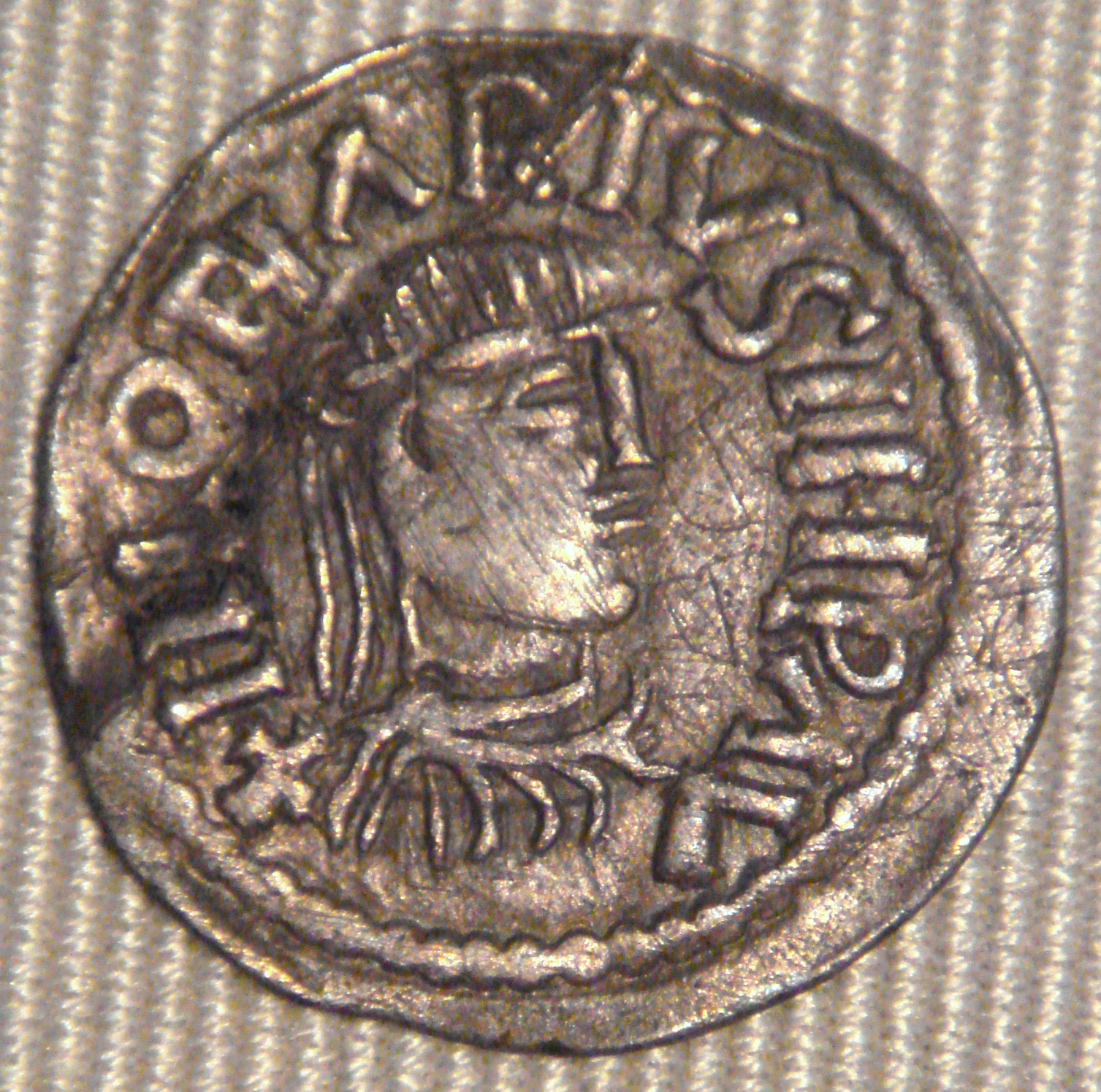
Denarius de Lotario I, de 840–55.

Cuando Luis el Piadoso estaba muriendo en 840, envió las insignias imperiales a Lotario; le fue concedida la autoridad imperial por derecho de primogenitura, pero siguiendo la tradición franca, su padre vio necesario dotar de una parte del reino a cada uno de sus hijos. Lotario, desdeñando las diversas particiones, reclamó la totalidad del imperio. Tenía 45 años cuando su padre murió. Las negociaciones con su hermano Luis el Germánico y su medio hermano Carlos, ambos negándose a aceptar la pretensión de Lotario, fueron seguidas por una alianza de los hermanos menores contra Lotario. Una batalla decisiva tuvo lugar en Fontenay-en-Puisaye el 25 de junio del 841, cuando, a pesar de su valentía personal y la de su sobrino, aliado suyo, Pipino II de Aquitania[cita requerida], Lotario fue derrotado y huyó a Aquisgrán. Con tropas frescas empezó una guerra de saqueo, pero las fuerzas de sus hermanos eran demasiado fuertes, y llevando con él un tesoro tan grande como podía, abandonó su capital a ellos. Se encontró con los líderes de la Stellinga en Espira y les prometió su apoyo a cambio del suyo, pero Luis y luego la nobleza sajona nativa aplastó a los Stellinga en los años siguientes.[cita requerida]
Las negociaciones de paz empezaron, y en junio de 842 los hermanos se encontraron en una isla en el Saona. Llegaron a un acuerdo que desarrolló, después de mucha dificultad y retrasos, hasta convertirse en el tratado de Verdún, firmado en agosto de 843. Por él, Lotario recibió el título imperial así como Italia septentrional y una larga franja de territorio desde el mar del Norte hasta el Mediterráneo, esencialmente a lo largo de los valles del Rin y el Ródano; este territorio incluye las regiones de Lorena, Alsacia, Borgoña, y Provenza. Pronto cedió Italia a su hijo mayor, Luis, y se quedó en su nuevo reino, implicándose en luchas y reconciliaciones con sus hermanos y en esfuerzos fútiles por defender sus tierras de los ataques de los "hombres del norte" (llamados vikingos en los escritos francos) y los sarracenos (como se conocía en los escritos francos a los leales a diversos fatimíes, omeyas y abasíes).
En 845 el conde de Arlés, Fulcrado, encabezó una rebelión en Provenza. El emperador la aplastó y el conde se unió a él en una expedición contra los sarracenos en Italia en 846.

## Muerte y legado
En 855 enfermó gravemente, y sin esperanzas de recuperación, renunció al trono, dividiendo sus tierras entre sus tres hijos, y el 23 de septiembre entró en el monasterio de Prüm, donde murió seis días después. Fue enterrado en Prüm, donde se encontraron sus restos en 1860. Fue en Prüm donde Lotario fue más celebrado.
El mismo año, el reino de Lotario fue dividido entre sus tres hijos en un trato llamado el tratado de Prum: el mayor, Luis II, recibió Italia y el título de emperador; el segundo, Lotario II, recibió Lotaringia; el más joven, Carlos, recibió Provenza.[cita requerida]

## Familia
Se casó con Ermengarda de Tours en 821, quien murió en 851. Tuvieron los siguientes hijos:
- Luis II (825-875), coronado como rey de Italia en 844 por el papa Sergio II. Coronado emperador en 850. Se casó con Engelberga.
- Hiltruda (826-865), se casó con Berengario de Spoleto.
- Ermengarda (h. 825-849), nombre que a veces se da a una hija anónima raptada, con la que se casó Gilberto, conde del Maasgau.
- Berta (h. 830-852), se casó con un hombre desconocido, pero más tarde fue abadesa de Avenay.
- Gisela (h. 830-856), abadesa de San Salvador en Brescia.[17]
- Lotario II (835-869), sucedió a su padre. Se casó con Teutberga, hija de Boso el Viejo, conde de Arlés.
- Rotruda (h. 840), se casó con Lamberto III de Nantes.
- Carlos (845-863), investido con Provenza, Lyon y la Borgoña Transjurana.

Se le conoce un hijo ilegítimo.
- Carlomán (?-m. 853)

## Títulos
| Títulos reales carolingios                                              | |                                                                                   |
| Predecesor: Bernardo I                                                  | Rey de Italia 818-855 junto con Luis II el Joven (844-875)                                         | Sucesor: Luis II el Joven                                                         |
| Predecesor: Ludovico Pío como rey de los francos y emperador carolingio | Rey de la Francia Media 840-855                                                                    | Sucedido por: Luis II el Joven (Italia) Lotario II (Lotaringia) Carlos (Provenza) |
| Predecesor: Ludovico Pío como rey de los francos y emperador carolingio | Emperador carolingio 817-855 junto con Ludovico Pío (814-840) y junto a Luis II el Joven (850-855) | Sucesor: Luis II el Joven                                                         |
| Títulos de nobleza                                                      | |                                                                                   |
| Predecesor: Luis el Germánico                                           | Duque de Maine (Dux Cenomannicus) 817-831                                                          | Sucesor: Pipino I de Aquitania                                                    |